# Braldt Bralds
Braldt Bralds (* 1951 in Hoogkerk, Niederlande) ist ein niederländischer Illustrator.
Bralds lebt seit vielen Jahren in Santa Fe (New Mexico) und wurde für seine Arbeiten mehrfach ausgezeichnet. Er veröffentlicht seine Werke in bekannten Zeitschriften wie dem Rolling Stone, dem National Geographic, Time und dem deutschen Nachrichtenmagazin Der Spiegel, für das er seit 1996 diverse Titelbilder gemalt hat. Bei der Ausstellungsserie „Die Kunst des SPIEGEL“, die zwischen 2004 und 2008 in namhaften Museen vieler Städte Europas und in New York über 200 Original-Illustrationen zeigte, war er der wichtigste beteiligte Künstler.

## Leben und Werk
Bralds wuchs in Rotterdam auf und war seit seiner Jugend von der Kunst fasziniert. Das Zeichnen brachte er sich selber bei und entwickelte so seinen eigenen Stil. Er arbeitete zunächst als Werbegraphiker in seiner Heimat und ging 1978 nach New York, nachdem er dort einen Auftrag von der Time für ein Titelbild bekommen hatte und dies vorzüglich gestaltete. In den USA gewann er schnell an Ansehen unter Kritikern und Sammlern. Von der Society of Illustrators wurde er mit dem Hamilton King Award bedacht, zudem erhielt er mehrere Gold- und Silbermedaillen.
Bralds lehrte eine Zeit lang an der New Yorker School of Visual Arts und hält Workshops und Vorträge in der ganzen Welt.
Er arbeitet vorzugsweise mit Öl auf Holz oder Leinwand. In seinen farbintensiven, detailreichen Gemälden verbindet Bralds realistische Darstellungen mit einer überbordenden Phantasie. Zu seinen liebsten Motiven zählen Katzen.